# Hạt Ngọc Phương Đông
Hạt Ngọc Phương Đông (Tiếng trung phồn thể: 東方之珠) là một bộ phim truyền hình dài tập do TVB phát sóng vào tháng 11 2006, với sự tham gia của Quách Tấn An, Xa Thi Mạn, Uông Minh Thuyên và Quan Cúc Anh trong vai chính. Bộ phim được chiếu để kỷ niệm 39 năm thành lập TVB.
Cốt truyện diễn ra từ sau năm 1967 đến đầu những năm 1970. Dù câu chuyện là hư cấu, bầu không khí mô phỏng lại khung cảnh câu lạc bộ mandopop (nhạc pop tiếng Quan thoại) ở Hồng Kông. Bộ phim đã chơi một số bài hát mandopop có nguồn gốc từ Đài Loan. Vì phần lớn các cảnh câu lạc bộ ở Hồng Kông bị nhạc mandopop chi phối rất nhiều, nhiều bộ và chương trình từ thiện trên truyền hình đã được truyền hình vào thời điểm đó và được tái tạo lại cho loạt phim này.

## Tóm tắt nội dung
Chu Tiểu Kiều (Quan Cúc Anh) là một cựu ca sĩ Thượng Hải nổi tiếng cùng với Kim Yến (Uông Minh Thuyên) đã tạo nên "Ba bông hoa vàng". Theo câu chuyện, Thế chiến thứ hai nổ ra vào thời điểm đó, Kim Yến bị tách khỏi con trai của cô. Nhiều năm sau, Kim Yến là giáo viên cho một nhóm hát tại một quán bar ở Hồng Kông. Ca sĩ nổi tiếng thời bấy giờ là Lăng Phong (Quách Tấn An) và Kim Yến gặp nhau nhưng họ không hợp nhau chút nào. Mỗi khi họ gặp nhau thì chắc chắn sẽ có tranh cãi hay đánh nhau.
Chu Ngọc Lan (Xa Thi Mạn) là bạn thời thơ ấu của Lăng Phong, người đã phải lòng anh từ khi họ còn rất nhỏ. Cô tìm cách ra khỏi làng để tìm anh nhưng có điều gì đó ở giọng hát của cô. Khi họ gặp nhau lần đầu tiên, Lan đến từ ngôi làng có tường bao quanh ở Tân Giới và là người vô học và ngây thơ. Lan ban đầu là học trò của Kim Yến. Lăng Phong vốn tự cao và sự nghiệp ca hát của anh đang ở đỉnh cao nên cả hai khó hòa hợp với nhau. Cuối cùng thì vận số của Lăng Phong đảo chiều, anh phải bán mía để kiếm sống trong khi Lan trở thành ca sĩ nổi tiếng. Có người báo cảnh sát với những dấu hiệu cho thấy Phong là một kẻ lừa tình và tiền. Điều tra viên chính theo đuổi vụ án này chết trong lúc điều tra nên Phong không thể tiếp tục hoạt động trong thế giới âm nhạc nữa. Lúc này, Phong tình cờ phát hiện ra người báo tin cho phóng viên chính là Kim Yến. Sau đó, Kim Yến phát hiện ra rằng đứa con trai thất lạc từ lâu của cô thực sự là Lăng Phong.

## Diễn viên
| Diễn viên               | Vai diễn                           | Mô tả                                                                   |
| ----------------------- | ---------------------------------- | ----------------------------------------------------------------------- |
| Quách Tấn An            | La Đới Đệ/Lăng Phong 羅帶弟/凌丰   | Ca sĩ Con trai thất lạc từ lâu của Kim Yến. Người yêu của Chu Ngọc Lan. |
| Xa Thi Mạn              | Chu Ngọc Lan /Huân Lan 朱玉蘭/薰蘭 | Ca sĩ Người yêu của La Đới Đệ.                                          |
| Uông Minh Thuyên        | Kim Yến 金燕                       | Ca sĩ (Thành viên "Ba bông hoa vàng") Mẹ của La Đới Đệ.                 |
| Quan Cúc Anh            | Chu Tiểu Kiều 朱小嬌               | Ca sĩ (Thành viên "Ba bông hoa vàng") Mẹ của Hứa Vĩnh Khang             |
| Tần Bái                 | Chu Đại Cát 朱大吉                 | Bố của Chu Ngọc Lan.                                                    |
| Trần Mẫn Chi            | Thường Mỹ Lệ (Carol) 常美麗        | Con gái của Thường Thăng - Người tình của Hứa Vĩnh Khang                |
| Cecilia Fong (方伊琪)   | Lý Ngọc Phụng 李玉鳳               | Ca sĩ (Thành viên "Ba bông hoa vàng")                                   |
| Lê Nặc Ý                | Hứa Vĩnh Khang (James) 許永康      | Con trai của Chu Tiểu Kiều Người tình của Thường Mỹ Lệ                  |
| Trần Sơn Thông (陳山聰) | La Oai 羅威                        | Ca sĩ                                                                   |
| Thạch Tu                | Thường Thăng 常昇                  | Cha của Thường Mỹ Lệ.                                                   |
| Đàm Tiểu Hoàn           | Phi Phi 菲菲                       | Ca sĩ                                                                   |

## Xếp hạng lượng người xem
|   | Tuần                              | Tập phim | Điểm trung bình | Điểm đỉnh | Tham khảo |
| - | --------------------------------- | -------- | --------------- | --------- | --------- |
| 1 | 6-10 tháng 11 năm 2006            | 1—5      | 29              | —         | [ 1 ]     |
| 2 | 13–17 tháng 11 năm 2006           | 6–10     | 30              | —         | [ 2 ]     |
| 3 | 20–24 tháng 11 năm 2006           | 11—15    | 31              | 34        | [ 3 ]     |
| 4 | 27 tháng 11 - 1 tháng 12 năm 2006 | 16 — 20  | 31              | —         | [ 4 ]     |
| 5 | 4- 8 tháng 12 năm 2006            | 21—25    | 32              | —         | [ 5 ]     |
| 6 | 11–15 tháng 12 năm 2006           | 26—30    | 33              | 35        | [ 6 ]     |

## Giải thưởng và đề cử
Giải thưởng thường niên TVB lần thứ 40 (2007)
| Hạng mục                         | Ứng viên và người được đề cử | Kết quả |
| -------------------------------- | ---------------------------- | ------- |
| Nữ diễn viên chính xuất sắc nhất | Xa Thi Mạn                   | Đề cử   |
| Nữ nhân vật được yêu thích nhất  | Xa Thi Mạn                   | Đề cử   |
| Nam diễn viên phụ xuất sắc nhất  | Tần Bái                      | Đề cử   |
| Nam diễn viên có tiến bộ nhất    | Lê Nặc Ý                     | Đề cử   |